# Rögle BK
Rögle BK – szwedzki klub hokejowy z siedzibą w Ängelholm.
W rozgrywkach Elitserien występował w latach 2008-2010 oraz w sezonie Elitserien (2012/2013).

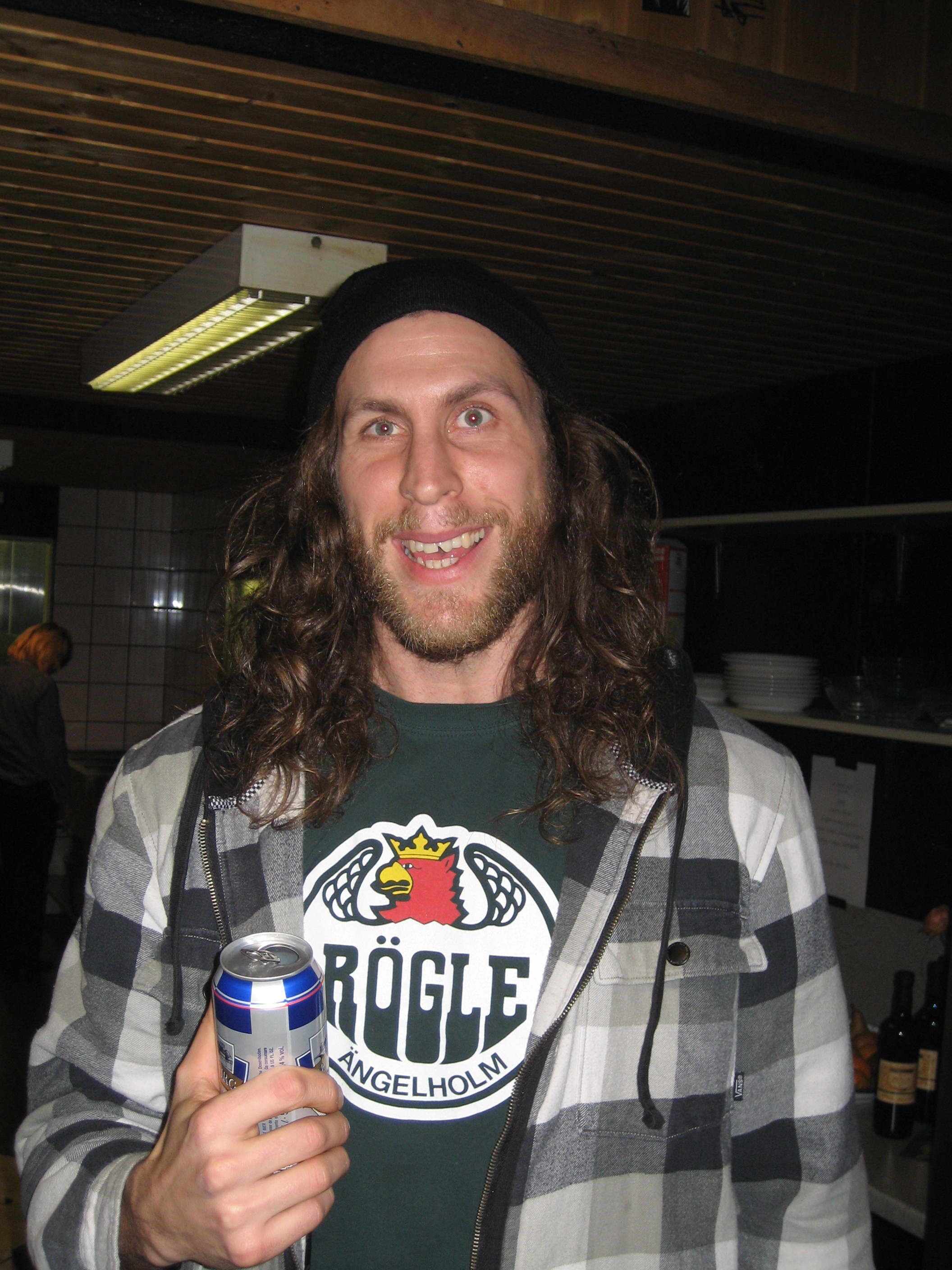
Basista grupy muzycznej Soilwork, Ola Flink, w koszulce z logo klubu

## Sukcesy
- Awans do Elitserien: 1992, 2008, 2012
- Mistrzostwo Allsvenskan: 2014
- Srebrny medal mistrzostw Szwecji: 2021
- Mistrzostwo Hokejowej Ligi Mistrzów: 2022[2]

## Zawodnicy
Zastrzeżone numery
- 1 – Kenth Svensson
- 13 – Roger Elvenes
- 9 – Lennart Åkesson
- 19 – Kenny Jönsson
- 25 – Stefan Elvenes